# María Teresa Martínez Bravo
María Teresa Martínez Bravo (1972) es una matemática y analista cuantitativa española.

## Biografía
Nació en 1972. Hizo el bachillerato en Ciencias y decidió decantarse por la carrera de Matemáticas. Se licenció en Matemáticas en 1995 en la Universidad Autónoma de Madrid. Durante el último de los cinco años de carrera tuvo una beca de colaboración en el Departamento de Matemáticas de la UAM. Durante la beca, llevó a cabo tareas de clasificación de libros en la Biblioteca del Departamento, y pudo conocer mejor a los integrantes del mismo y las posibilidades de la carrera académica. Dado que en aquella época aún se podía conseguir un contrato de profesorado temporal al comenzar los estudios de posgrado, se quedó en el Departamento a hacer una tesis doctoral. Se doctoró en Matemáticas en el año 2000 por la UAM.

### Trayectoria investigadora
Durante 10 años desarrolló labores de docencia e investigación en el Departamento de Matemáticas de dicha universidad. Las principales áreas en las que centró su investigación fueron Probabilidad (teoría de martingalas, ecuaciones diferenciales estocásticas) y Análisis Armónico (operadores singulares asociados a semigrupos).

### Trayectoria en el sector privado
Ante la falta de oportunidades profesionales en la universidad, se decantó por explorar las matemáticas financieras que habían aparecido tangencialmente en su investigación -sobre todo durante una estancia en Edimburgo- dado que son una aplicación importante del Cálculo Estocástico, por ejemplo.
En el año 2005, entró a trabajar en el equipo de Analistas Cuantitativos «quants» de Front Office en el Banco de Santander. El cambio en cuanto a tipo de trabajo y entorno laboral fue muy grande. Tuvo que aprender terminología financiera, a programar en C++ (lenguaje que se usa en las librerías de valoración que construyen) se pueden involucrar áreas tan diversas de las matemáticas como Cálculo Estocástico y Cálculo Numérico avanzado, Resolución de EDP’s, Análisis de Fourier, o Cálculo de Malliavin.

## Premios y reconocimientos
- En 2008 formó parte de «Mujeres y Matemáticas: 13 Retratos», editado por la Comisión Mujeres y Matemáticas de la RSME, como parte del proyecto «La mujer como elemento innovador en la Ciencia», que recogía ejemplos de mujeres trabajando en diferentes ámbitos profesionales de las matemáticas.[3]